# Koto Ryu
Koto Ryu (japonés:虎倒流) es una escuela japonesa de Koppo jutsu, shurikenjutsu y kenjutsu. Está especializada en técnicas de golpeo a los huesos.

## Historia
Su fundación data del siglo XVI, cuando fue traída desde China a través de Corea por Chan Busho. El primer Sôke fue Sakagami Taro Kunishige. 
La esencia de esta escuela es aplicar las técnicas en forma directa y rápida haciendo énfasis en el Koppo jutsu (rompimiento de los huesos). La técnica se basa en mantener distancias cortas y pisar los pies del oponente, forma de golpes en particular, sobre un ángulo en especial y sobre la base de la formación ósea escogida. Koto ryu usa su propia técnica de Kenjutsu (uso de la espada) y Muto Dori (defensa con manos vacías ante atacantes armados).
Desarrollo desde la antigüedad, su propia carta de "puntos débiles" (Kyusho), los cuales son secretos y pasan de generación en generación.

## Enlaces
- ARGENTINA Dôjô de Bujinkan Budo Taijutsu - Ninjutsu

- Datos: Q6459131